# Paweł Sydor
Paweł Sydor (ur. 26 października 1970 w Białymstoku) – polski kompozytor, dyrygent i pianista. Brat aktorki Joanny Sydor.

## Życiorys
Naukę gry na fortepianie rozpoczął w Państwowej Szkole Muzycznej I st. w Białymstoku w wieku sześciu lat. Szkołę muzyczną II st. ukończył w Tarnowie. Absolwent I Liceum Ogólnokształcącego im. Kazimierza Brodzińskiego w Tarnowie. Studiował grę na fortepianie u Sanforda Margolisa, kompozycję w klasie Edwarda Millera i Richarda Hoffmana oraz dyrygenturę pod kierunkiem Roberta Spano i Roberta Ponto w Oberlin Conservatory of Music w Stanach Zjednoczonych. W 1993 ukończył studia z wyróżnieniem, zyskując tytuł Bachelor of Music. Trzy lata później, w 1996 zyskał tytuł Master of Music w Juilliard School of Music w Nowym Jorku, gdzie studiował kompozycję w klasie Johna Corigliano. W latach 1995–1996, jako asystent, uczył teorii muzyki z jej zasadami oraz kontrapunktu w tejże szkole.
Laureat nagród i konkursów, m.in.:
- Herbert Elwell Memorial Prize in Composition (1993)
- Alexander Gretchaninoff Memorial Prize in Composition (1994)
- Piser Scholarship (1994)
- Henry Mancini Fellowship in Composition (1994)
- konkursu Juilliard Composers’ Competition (1994, 1995)
- konkursu Brielle Composition Competition (1995)
- Peter David Faith Memorial Prize in Composition (1995)
- George Gershwin Memorial Foundation Scholarship in Composition (1995)
- Rodgers and Hammerstein Scholarship in Composition (1995)
- Juilliard Association Scholarship (1995)
- Nagrody American Academy of Arts and Letters: Charles Ives Scholarship in Composition (1995) za Koncert na obój i orkiestrę „Virtuti Militari” (1991–1992).

Utwory Pawła Sydora wykonywane były w Polsce, Izraelu, Francji, Białorusi, Korei Południowej, Rosji, na Ukrainie i Stanach Zjednoczonych, w takich salach koncertowych, jak Weil Recital Hall przy Carnegie Hall, Madison Square Garden, Alice Tully Hall w Centrum Lincolna w Nowym Jorku.
Jest członkiem zwyczajnym Związku Kompozytorów Polskich, członkiem Zarządu Oddziału Krakowskiego ZKP oraz American Society of Composers, Artists and Publishers.
Mieszka w Warszawie.

## Kompozycje
- Sonata na fortepian „La Poloniae” (1990)
- Sen, fantazja na obój i orkiestrę (1990)
- Fugue Study na flet, obój, klarnet i fagot (1990)
- Remembrance na sopran i siedem instrumentów (1990)
- Gloria na sopran, alt i tenor (1990)
- Krzyk na taśmę (1991)
- Koncert na obój i orkiestrę „Virtuti Militari” (1991–1992)
- Abuse na zespół instrumentalny i tancerza (1992)
- Valley of the Birds na taśmę (1992)
- Elegia na smyczki (1993)
- Hymn na orkiestrę smyczkową (1994)
- Gallop na skrzypce i fortepian (1995)
- A Door to Another World na violę elektryczną (MIDI) i komputer (1995)
- Symfonia na dwie orkiestry smyczkowe „Głosy ziemi” * (1995–1996)
- Salve Regina na chór mieszany (1998)
- Kyrie na chór mieszany (1999)
- Symphos na orkiestrę symfoniczną (1999)
- Ave Verum na chór mieszany lub chłopięco-męski (1999)
- Credo na sopran, tenor, chór i orkiestrę symfoniczną (2000)
- Kwartet smyczkowy nr 1 (2000)
- Pięć miniatur na klarnet i fortepian (2000)
- Zaczarowane ogrody na sopran solo, flet, rożek angielski i orkiestrę smyczkową (2001)
- Medytacje na wiolonczelę solo i orkiestrę smyczkową (2001)
- Lamento [wersja I] na wiolonczelę i orkiestrę smyczkową (2001)
- Lamento [wersja II] na wiolonczelę i fortepian (2001)
- Lux aeterna na sopran, chór mieszany i orkiestrę symfoniczną (2002)
- Pie Jesu na sopran, chór mieszany i orkiestrę symfoniczną (2002)
- Pożegnanie na wiolonczelę i fortepian (2003)
- Przebudzenie, cykl 3 pieśni na sopran i trio fortepianowe (2004)
- Gloria na chór mieszany (2005)
- Musica per trio na klarnet, skrzypce i fortepian (2005)
- Muzyka do Niebios na orkiestrę smyczkową (2005)
- Missa Misterium Lucis na chór i orkiestrę (2007)
- Ave Maria na chór żeński i kwartet smyczkowy (2012)
- Kaddish na Vc, Shofar i ork. smyczkową (2013)
- Szalom na dwie wiolonczele i ork. smyczkową (2013)
- Koncert podwójny na Vn, Vc, oraz orkiestrę symf. (2013)
- Equilibrium na akordeon, Vn i dwie wiolonczele (2013)
- Koncert "Luminescencyjny" na Vc, Cb oraz orkiestrę smyczkową (2015)

Autor muzyki do filmów:
- Old Salt reż. Josh Colover 1996, (film który zdobył Złoty Medal na Charleston Film Festival, USA 1996 i nagrodę Wasserman Film Award, New York 1997),
- Real People, Real Sharks, reż. Richard Haberken 1998,
- A Day in a Life of George, reż. Duane Castellano, (film krótkometrażowy, prod.USA 1998),
- Destiny, reż. Sam Ung, (film fabularny prod.chińsko-amerykańskiej 1999),
- Popiełuszko. Wolność jest w nas (film fabularny, 2009), Popiełuszko. Wolność jest w nas (serial fabularny, 2009–2013), *Trzy historie w jednej historii, reż. Mariusz Malec, (film dokumentalny, 2009), Świat Józefa, reż. Rafal Wieczynski, 2010;